# Ozvěny (Hvězdná brána: Atlantida)
Ozvěny (v anglickém originále Echoes) je dvanáctý díl třetí řady sci-fi seriálu Hvězdná brána: Atlantida.

## Obsah epizody
Při návratu z pevniny má jumper doktora Zelenky problémy s navigací, což by mohlo být mimo jiné způsobeno erupcemi na Slunci.
Na Atlantidě si zatím Rodney všimne velryby obeplouvající město a pozná, že se jedná o zvíře, které na něj upozornilo v havarovaném jumperu (díl Pod tlakem). Nedlouho poté se Teyle zjeví přízrak vyděšené antické ženy. McKay a Sheppard se vydávají na bližší obhlídku velryb a oba zničehonic rozbolí hlava. Rodney pod návalem bolesti dokonce omdlí. Doktor Zelenka si zatím v kontrolní místnosti všimne desítek velryb mířících k Atlantidě.
Přízraky se začnou zjevovat i dalším lidem na Atlantidě, stejně tak přibývá případů bolestí hlavy. Teyla má teorii, že se duchové Antiků snaží obyvatele města před něčím varovat – pravděpodobně před velrybami. Z antické databáze však Rodney zjistí, že dávní Antikové se pokoušeli naučit velryby svému jazyku. V té době došlo k rozsáhlé katastrofě, kterou velryby přečkaly pod ochranou štítu města. Nyní se tato katastrofa opět blíží a velryby se před ní snaží varovat. Touto katastrofou je extrémně silný výbuch sluneční korony, který by mohl zahubit život na celé planetě.
Možností záchrany není mnoho (např. mají jen jedno ZPM a pro dostatečně široký štít by potřebovali tři) a zbývá pouze pár minut. Sheppard navrhne zoufalý plán – použít Daidalos k odklonění proudu částic od planety. Po úspěšném odvrácení globální katastrofy velryby odplují.